# Волков, Сергей Андреевич (актёр)
Сергей Андреевич Волков (род. 15 марта 1993, Дзержинск) — российский театральный актёр, режиссёр, театральный деятель. Лауреат национальной театральной премии «Золотая маска 2016», двукратный лауреат театральной премии газеты «Московский комсомолец» (2020 и 2024 гг.), лауреат молодежной театральной премии «Прорыв» (2016).

## Биография
Сергей Волков родился в 1993 году в Дзержинске, Нижегородской области. Завершив обучение в школе будущий актёр отправился в Санкт-Петербург, где поступил в Академию театрального искусства. Обучение проходил под руководством Анны Алексахиной и Юрия Бутусова.
В 2014 году окончил учебное заведение и поступил на службу в Санкт-Петербургский академический театр имени Ленсовета. На сцену этого театра актёр выходил и до успешной защиты диплома. В 2013 году Волков выступил режиссёром и исполнителем роли Раскольникова в «Преступление и наказание» по роману Фёдора Достоевского. Удачной стала постановка и игра Волкова в музыкальном спектакле «Кабаре Брехт», премьера которого прошла осенью 2014 года. В 2016 году за роль Бертольта Брехта удостоен национальной премии «Золотая маска» за лучшую мужскую роль.
В 2019 году актёр переехал в Москву. Стал работать в Театре имени Евгения Вахтангова. На этой сцене артист представил постановки «Гроза» Островского, «Ричард III» и «Король Лир» Шекспира. Успехом для Волкова стала главная роль в драме «Пер Гюнт». За образ деревенского парня актёр получил театральную премию «Московского комсомольца» и грамоту Московской городской думы.
В 2024 году Волков стал актёром труппы Московского Художественного театра имени А. П. Чехова, на этой сцене сыграл роли в спектаклях «Голод» и «ДАМАСОБАЧКА». За роль в постановке «Голод» был во второй раз в своей театральной карьере отмечен театральной премией газеты «Московский комсомолец».
В кино артист дебютировал в 2013 году. Сергей сыграл роли в сериалах «Тайны следствия — 13», «Мост-2», «Мосгаз», «Чиновница» и других картинах.

## Семья
В 2019 году Сергей Волков женился на Веронике Фаворской.

## Репертуар и роли
Театр имени Ленсовета:
- Барон де Кастро — «Испанская баллада»;
- Родион Раскольников, Андерс Брейвик — «Преступление и наказание»;
- Кто-то — «Как же я могу тебя погубить, если я люблю тебя больше жизни…»;
- Маяковский в желтом — «Флейта-позвоночник»;
- Бертольт Брехт — «Кабаре Брехт»;
- Нильс — «Странствия Нильса»;
- Мужчина в молодости, отец, сын — «Сон об осени»;
- Сейтон — «Макбет. Кино»;
- Пьяница — «Венчание»;
- Пак — «Комната Шекспира»;
- Гильденстерн — «Гамлет».

Театр имени Евгения Вахтангова:
- Тихон, Борис — «Гроза»;
- Пер Гюнт — «Пер Гюнт»;
- Георг, герцог Кларенс — «Ричард III»;
- Эдмонд — «Король Лир», У. Шекспир.

МХТ имени А. П. Чехова:
- Актёр — «Голод»;
- Гуров — «ДАМАСОБАЧКА».

Другие театры:
- Смердяков — «Братья», (театр «Приют комедианта»);
- Калле — «Разговоры беженцев», (театральный фестиваль «Точка доступа»).

## Работы в кино
- 2013 — «Тайны следствия-13» (Вадим Вербенев);
- 2014 — «Своя чужая» (участковый);
- 2014 — «Профессионал» (Александр, парень в кафе);
- 2015 — «Яд» (Никита, сын Рыкова);
- 2017 — «Высокие ставки. Реванш» (Сергей Смоляков, хакер);
- 2017 — «Хождение по мукам» (безработный);
- 2019 — «Мосгаз. Дело № 6: Формула мести» (Серёжа, жених Женечки);
- 2019 — «Цыплёнок жареный» (Вася);
- 2020 — «Мост-2» (Коля Дубинин);
- 2021 — «Чиновница» (Дима);
- 2021 — «Регби» (Коля);
- 2021 — «Хроники моей любви»;
- 2022 — «Аврора» (Казаков);
- 2023 — «Свет» (Митя, сын Татьяны);
- 2023 — «Крецул» (Виталий Глигор);
- 2024 — «Родня» (Костя);
- 2024 — «Выжившие-2» (Гека);
- 2025 — «Чужие деньги» (Никита);
- 2025 — «Монохром» (Вася Голованов);
- 2025 — «В парке Чаир» (Янек);

## Награды
- Национальная театральная премия «Золотая маска» в номинации «Драма / Мужская роль» (роль Бертольта Брехта в спектакле «Кабаре Брехт», Театр Ленсовета), 2016.
- Театральная премия газеты «Московский комсомолец» в номинации «Лучшая мужская роль» (Пер Гюнт в спектакле «Пер Гюнт», Театр имени Евг. Вахтангова), 2020.
- Театральная премия газеты «Московский комсомолец» в номинации «Начинающие. Лучшая мужская роль» (Писатель в спектакле «Голод», МХТ имени А. П. Чехова), 2024.
- Почетный диплом Московской городской думы (за роль Пера Гюнта в спектакле «Пер Гюнт», Театр имени Евг. Вахтангова), 2021.